# Grenko spoznanje
Grenko spoznanje je ljubezenski roman avtorice Darje Hočevar. Izdan je bil leta 2007 pri založbi Genija. 

## Vsebina
Roman je sestavljen iz dveh delov.
Prvi del: Razočaranje
Kristina Antić je znana manekenka, ki živi v Ljubljani, kamor se je preselila iz manjšega kraja v Istri, da bi zbežala pred nasilnim očimom in ljubosumno materjo. Skupaj s še dvema puncama je podnajemnica v hiši družine Tomazin. Kristina in Boris Tomazin, glava družine, se zbližata in spustita v razmerje. Tik pred Borisovo ločitvijo od žene Dajane in začetkom njegovega skupnega življenja s Kristino pa oba pretrese šokantno spoznanje. Kristina se odpravi v Italijo, da bi zbežala pred kruto resnico in se maščevala mami Rosandi, ki je odgovorna za zaplet. 
Drugi del: Maščevanje
V želji po maščevanju se Kristina naselji na otoku, kjer živi njena mama skupaj z novim možem Carlom Radiccijem in njegovo družino. V svoj načrt s katerim  bi odprla oči o pravem značaju njene mame, vplete člane Rosandine nove družine in nove znance. Načrt se ji posreči, s tem pa zbudi v Rosandi željo po maščevanju, ki pa splava po vodi. Kristina dobi novo priložnost za ljubezen in srečno življenje.

## Glavne osebe
Kristina Antić: Pred nasilnim očimom se zateče v Slovenijo in postane priznana manekenka. 
Boris Tomazin: Po poklicu je zdravnik in je poročen z Dajano, s katero ima dva otroka: Martino in Gregorja. 
Rosanda: Kristinina mati. Preživljala se je z natakarstvom in prostitucijo. 
Carlo Radicci: Italijanski bogataš.

## Zbirka
Knjiga Grenko spoznanje je drugi od osmih romanov v zbirki, ki se navezujejo drug na drugega.